# Anomala foveiceps
Anomala foveiceps är en skalbaggsart som beskrevs av Ohaus 1897. Anomala foveiceps ingår i släktet Anomala och familjen Rutelidae. Inga underarter finns listade i Catalogue of Life.